# Kaple svatého Václava (Malešice)
Kaple svatého Václava v Malešicích v Praze stojí v centru Malešického náměstí v malém parčíku. Je chráněna jako nemovitá kulturní památka České republiky.

## Historie
Kaple svatého Václava pochází z 19. století. V letech 1970–1971 byla opravena.

## Popis
Stavba na obdélném půdorysu s mělkou apsidou má nad apsidou drobnou hranolovou věžičku. Ta je proražena čtyřmi půlkruhově zaklenutými otvory. Zvon v ní chybí, zůstala pouze stolice. Průčelí kaple má trojúhelný štít. V bočních stěnách jsou oválná okénka, krytá ozdobnou mříží. Vnitřek kaple je zaklenut, klenutá je i menza. Vnitřní zařízení se nedochovalo.